# Coupe d'Afrique des nations de football 2004
Navigation
Mali 2002 Égypte 2006
La coupe d'Afrique des nations de football 2004, connue sous le nom de coupe d'Afrique des Nations Nokia 2004 pour des raisons de parrainage, est la 24e édition de la coupe d'Afrique des nations, le championnat international de football masculin biennal d'Afrique organisé par la Confédération africaine de football. Le tournoi se déroule du 24 janvier au 14 février 2004 en Tunisie, se déroulant dans le pays pour la troisième fois après les éditions de 1965 et 1994.
Le champion en titre de l'édition 2002 est le Cameroun. Au total, 32 matchs sont joués, au cours desquels 88 buts sont marqués, avec une moyenne de 2,75 buts par match. L'affluence à toutes les étapes du tournoi atteint 617 500 spectateurs, avec une moyenne de 19 297 téléspectateurs par match. Les qualifications ont lieu du 7 septembre 2002 au 6 juillet 2003. Le Cameroun en tant que tenant du titre et la Tunisie en tant que pays hôte se qualifient automatiquement pour la phase finale du tournoi.
Comme lors de l'édition 2002, seize équipes, réparties en quatre groupes de quatre équipes chacun, prennent part à la compétition. Le Cameroun est éliminé en quart de finale après avoir été battu par le Nigeria. La Tunisie remporte le titre pour la première fois de son histoire, après avoir battu le Maroc, ancien champion, en finale sur le score de (2-1). Les Aigles de Carthage sont ainsi la 13e sélection de l'histoire à être sacrée championne d'Afrique. Le Nigéria obtient la troisième place après avoir battu le Mali lors du match pour la troisième place, ce qui le place à la quatrième place.
Quatre joueurs marquent le plus de buts à l'issue du tournoi : le Tunisien Francileudo Santos, le Camerounais Patrick Mboma, le Malien Frédéric Kanouté et le Nigérian Jay-Jay Okocha, cependant le titre de meilleur buteur est attribué au Tunisien Santos car il est le joueur de l'équipe championne et il n'a reçu aucun carton tout au long du tournoi, tandis que le Nigérian Okocha remporte le prix du meilleur joueur. En tant que championne, la Tunisie se qualifie pour la coupe des confédérations 2005 en Allemagne, en tant que représentante de l'Afrique.

## Désignation du pays organisateur

### Organisation, dépôt des candidatures et annonce
L'organisation de la coupe d'Afrique des nations 2004 est attribuée à la Tunisie le 4 septembre 2000 par le comité exécutif de la Confédération africaine de football réuni au Caire en Égypte. Les électeurs avaient le choix entre quatre pays : le Malawi et la Zambie (candidature conjointe), la Tunisie et le Zimbabwe. Le Bénin et le Togo sont également candidats au départ (candidature conjointe) mais se retirent le 4 septembre, avant la réunion.
Cette édition est décernée à la Tunisie qui représente l'Afrique à la coupe du monde 1998 en France en recueillant la majorité des voix des membres du comité exécutif de la CAF. C'est la troisième fois que la Tunisie accueille la CAN après les éditions 1965 et 1994. Deux ans avant le début du tournoi, un comité organisateur (COCAN 2004) est mis sur pied, sous la direction de Slim Chiboub (président du comité d'organisation en 1994).
| Nations         | Votes   |
| --------------- | ------- |
| Tunisie         | 9       |
| Zimbabwe        | 3       |
| Malawi / Zambie | 1       |
| Bénin / Togo    | Retrait |
| Total des votes | 13      |

## Qualifications

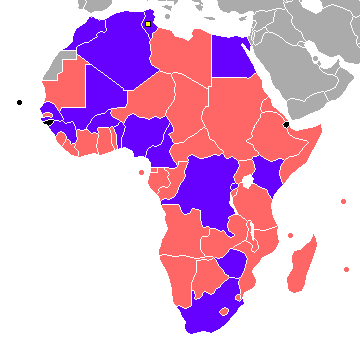
Qualifié
Éliminé
Forfait ou suspendu
Non affilié à la CAF

Les 49 nations inscrites à la compétition sont réparties en treize groupes : dix groupes de quatre équipes et trois groupes de trois équipes. Les sélections de Guinée-Bissau, Sao Tomé-et-Principe et Djibouti déclarent forfait avant le début des qualifications.
Les premiers de chaque groupe se qualifient pour le tournoi final disputé en Tunisie, ainsi que le meilleur des deuxièmes. Le Cameroun, en tant que tenant du titre, et la Tunisie, en tant que pays organisateur, sont qualifiés d'office pour la phase finale de la compétition.
Le Bénin et le Rwanda parviennent à se qualifier pour la CAN pour la première phase finale de leur histoire, après avoir terminé en tête de leur groupe lors des éliminatoires devant deux anciens champions d'Afrique, le Soudan et le Ghana. Le Zimbabwe fait de même après avoir terminé en tête des finalistes de tous les groupes de qualification.
Voici les nations classées par leur nombre de participations à une coupe d'Afrique des nations de football :
| Pays           | Classement FIFA | Dernière participation | Position             | Participations    | Meilleur résultat                       |
| -------------- | --------------- | ---------------------- | -------------------- | ----------------- | --------------------------------------- |
| Tunisie        | 45              | 2002                   | Pays hôte            | 11e participation | Finaliste (1965 et 1996)                |
| Cameroun       | 14              | 2002                   | Tenant du titre      | 13e participation | Vainqueur (1984, 1988, 2000 et 2002)    |
| Nigeria        | 35              | 2002                   | Premier du groupe 1  | 13e participation | Vainqueur (1980 et 1994)                |
| Guinée         | 102             | 1998                   | Premier du groupe 2  | 7e participation  | Finaliste (1976)                        |
| Bénin          | 123             | −                      | Premier du groupe 3  | 1re participation | −                                       |
| Burkina Faso   | 72              | 2002                   | Premier du groupe 4  | 6e participation  | Quatrième (1998)                        |
| Kenya          | 76              | 1992                   | Premier du groupe 5  | 5e participation  | Premier tour (1972, 1988, 1990 et 1992) |
| Mali           | 51              | 2002                   | Premier du groupe 6  | 4e participation  | Finaliste (1972)                        |
| Maroc          | 38              | 2002                   | Premier du groupe 7  | 11e participation | Vainqueur (1976)                        |
| Sénégal        | 33              | 2002                   | Premier du groupe 8  | 9e participation  | Finaliste (2002)                        |
| RD Congo       | 54              | 2002                   | Premier du groupe 9  | 14e participation | Vainqueur (1968 et 1974)                |
| Égypte         | 32              | 2002                   | Premier du groupe 10 | 19e participation | Vainqueur (1957, 1959, 1986 et 1998)    |
| Afrique du Sud | 36              | 2002                   | Premier du groupe 11 | 5e participation  | Vainqueur (1996)                        |
| Algérie        | 63              | 2002                   | Premier du groupe 12 | 13e participation | Vainqueur (1990)                        |
| Rwanda         | 109             | −                      | Premier du groupe 13 | 1re participation | −                                       |
| Zimbabwe       | 49              | −                      | Premier du groupe 14 | 1re participation | −                                       |

## Villes et stades
Les principales villes hôtes sont concentrées sur la bande côtières du pays : Bizerte, Monastir, Sousse, Sfax et la capitale Tunis. Le Stade du 7-Novembre est le plus grand stade du pays avec une capacité de 60 000 spectateurs, situé dans la ville de Radès, dans la banlieue sud de la ville de Tunis ; il est construit pour accueillir les Jeux méditerranéens de 2001 et le Tournoi de Tunis des quatre nations 2003 et inauguré le 6 juillet 2001 lors de la finale de la coupe de Tunisie 2000-2001. Le stade obtient le certificat de classe 1 de la World Athletics, ce qui signifie qu'il atteint les meilleurs standards et spécifications dans son domaine.
Le stade olympique d'El Menzah et le stade olympique de Sousse ont accueilli des matchs de la coupe d'Afrique des nations 1994,. Le stade Taïeb-Mehiri de Sfax a été l'un des stades de la coupe d'Afrique des nations 1965. Le stade Mustapha-Ben-Jannet de Monastir et le stade du 15-Octobre de Bizerte sont également ajoutés pour accueillir l'événement,. Tous les stades sont rénovés avant le début du tournoi.
| Radès                                    | \| Radès Tunis Sousse Sfax Monastir Bizerte \| | Tunis                       |
| ---------------------------------------- | ---------------------------------------------- | --------------------------- |
| Stade du 7-Novembre                      | \| Radès Tunis Sousse Sfax Monastir Bizerte \| | Stade olympique d'El Menzah |
| Capacité : 60 000                        | \| Radès Tunis Sousse Sfax Monastir Bizerte \| | Capacité : 45 000           |
| Stade olympique de Radès                 | \| Radès Tunis Sousse Sfax Monastir Bizerte \| | Stade olympique d'El Menzah |
| Sousse                                   | \| Radès Tunis Sousse Sfax Monastir Bizerte \| | Bizerte                     |
| Stade olympique de Sousse                | \| Radès Tunis Sousse Sfax Monastir Bizerte \| | Stade du 15-Octobre         |
| Capacité : 28 000                        | \| Radès Tunis Sousse Sfax Monastir Bizerte \| | Capacité : 20 000           |
| Stade olympique de Sousse                | \| Radès Tunis Sousse Sfax Monastir Bizerte \| | Stade du 15-Octobre         |
| Monastir                                 | \| Radès Tunis Sousse Sfax Monastir Bizerte \| | Sfax                        |
| Stade Mustapha-Ben-Jannet                | \| Radès Tunis Sousse Sfax Monastir Bizerte \| | Stade Taïeb-Mehiri          |
| Capacité : 20 000                        | \| Radès Tunis Sousse Sfax Monastir Bizerte \| | Capacité : 22 000           |
| Stade Mustapha-Ben-Jannet                | \| Radès Tunis Sousse Sfax Monastir Bizerte \| | Stade Taïeb-Mehiri          |
| Radès Tunis Sousse Sfax Monastir Bizerte |                                                |                             |

## Listes de joueurs
Comme c'est le cas dans toutes les versions de la coupe d'Afrique des nations, chaque équipe participant au tournoi doit être composée de 23 joueurs (dont trois gardiens de but). Les équipes nationales participantes doivent confirmer la liste finale des 23 joueurs au plus tard dix jours avant le début du tournoi. Dans le cas où un joueur subit une blessure qui l'empêche de participer au tournoi, son équipe a le droit de le remplacer par un autre joueur à tout moment jusqu'à 24 heures avant le premier match de l'équipe.

## Tirage au sort
Le tirage au sort a lieu le 20 septembre 2003 à Tunis. Les seize équipes ont été réparties en quatre chapeaux en fonction de leurs performances lors des précédentes éditions de la Coupe d'Afrique des Nations. Le classement mondial de la FIFA de janvier 2004 est indiqué entre parenthèses.
| Chapeau 1     | Chapeau 2           | Chapeau 3         | Chapeau 4     |
| ------------- | ------------------- | ----------------- | ------------- |
| Tunisie (45)  | Algérie (63)        | Maroc (38)        | Kenya (76)    |
| Cameroun (14) | Afrique du Sud (36) | Burkina Faso (72) | Rwanda (109)  |
| Nigeria (35)  | Égypte (32)         | Mali (51)         | Bénin (123)   |
| Sénégal (33)  | RD Congo (54)       | Guinée (102)      | Zimbabwe (49) |

| Groupe A | Groupe B     | Groupe C | Groupe D       |
| -------- | ------------ | -------- | -------------- |
| Tunisie  | Sénégal      | Cameroun | Nigeria        |
| RD Congo | Mali         | Égypte   | Afrique du Sud |
| Guinée   | Kenya        | Zimbabwe | Maroc          |
| Rwanda   | Burkina Faso | Algérie  | Bénin          |

## Déroulement de la phase finale

### Premier tour
En cas d'égalité de points entre deux équipes ou plus, au terme des matchs de groupe, les équipes sont départagées selon les critères successifs suivants :
- le plus grand nombre de points obtenus lors des rencontres entre les équipes en question ;
- la meilleure différence de buts lors des rencontres entre les équipes en question ;
- le plus grand nombre de buts marqués dans les matchs de groupe entre les équipes concernées ;
- la différence de buts sur l'ensemble des parties disputées dans le groupe ;
- le plus grand nombre de buts marqués sur l'ensemble des matchs du groupe ;
- le classement fair-play ;
- un tirage au sort effectué par la CAF.

Les équipes mises en évidence en orange progressent vers les quarts de finale.
Toutes les heures locales : CET (UTC +1)

#### Groupe A
| Rang | Équipe   | Pts | J | G | N | P | Bp | Bc | Diff |
| ---- | -------- | --- | - | - | - | - | -- | -- | ---- |
| 1    | Tunisie  | 7   | 3 | 2 | 1 | 0 | 6  | 2  | +4   |
| 2    | Guinée   | 5   | 3 | 1 | 2 | 0 | 4  | 3  | +1   |
| 3    | Rwanda   | 4   | 3 | 1 | 1 | 1 | 3  | 3  | 0    |
| 4    | RD Congo | 0   | 3 | 0 | 0 | 3 | 1  | 6  | -5   |

     Équipe qualifiée ou victorieuse; Pts = points; J = joués; G = gagnés; N = nuls; P = perdus;

Bp = buts pour; Bc = buts contre; Diff = différence de buts
| Premier tour J1              | Tunisie                 | 2 – 1   | Rwanda            | Stade du 7-Novembre, Radès                    |                                               |
| Samedi 24 janvier 2004 19h30 | Jaziri 27e · Santos 57e | (1 – 1) | 32e Elias         | Spectateurs : 60 000 Arbitrage : Divine Evehe | Spectateurs : 60 000 Arbitrage : Divine Evehe |
| Samedi 24 janvier 2004 19h30 | Benachour 9e, 60e       |         | Sibomana 34e, 56e | Spectateurs : 60 000 Arbitrage : Divine Evehe | Spectateurs : 60 000 Arbitrage : Divine Evehe |

| Premier tour J1                | RD Congo   | 1 – 2   | Guinée                     | Stade olympique d'El Menzah, Tunis              |                                                 |
| Dimanche 25 janvier 2004 14h00 | Masudi 35e | (1 – 0) | 68e Camara · 81e Feindouno | Spectateurs : 2 000 Arbitrage : Abubakar Sharaf | Spectateurs : 2 000 Arbitrage : Abubakar Sharaf |

| Premier tour J2                | Tunisie                     | 3 – 0      | RD Congo | Stade du 7-Novembre, Radès                    |                                               |
| Mercredi 28 janvier 2004 16h15 | Santos 55e 87e · Braham 65e | (0 – 0)    |          | Spectateurs : 60 000 Arbitrage : Jerome Damon | Spectateurs : 60 000 Arbitrage : Jerome Damon |
| Mercredi 28 janvier 2004 16h15 |                             | 37e LuaLua |          | Spectateurs : 60 000 Arbitrage : Jerome Damon | Spectateurs : 60 000 Arbitrage : Jerome Damon |

| Premier tour J2                | Rwanda        | 1 – 1   | Guinée     | Stade du 15-Octobre, Bizerte               |                                            |
| Mercredi 28 janvier 2004 14h00 | Kamanzi 90+3e | (0 – 0) | 49e Camara | Spectateurs : 4 000 Arbitrage : Modou Sowe | Spectateurs : 4 000 Arbitrage : Modou Sowe |

| Premier tour J3                 | Tunisie       | 1 – 1   | Guinée     | Stade du 7-Novembre, Radès                          |                                                     |
| Dimanche 1er février 2004 14h00 | Benachour 58e | (0 – 0) | 84e Camara | Spectateurs : 35 000 Arbitrage : Tessama Hailemalek | Spectateurs : 35 000 Arbitrage : Tessama Hailemalek |

| Premier tour J3                 | Rwanda     | 1 – 0   | RD Congo | Stade du 15-Octobre, Bizerte               |                                            |
| Dimanche 1er février 2004 14h00 | Makasi 74e | (0 – 0) |          | Spectateurs : 700 Arbitrage : Falla N'Doye | Spectateurs : 700 Arbitrage : Falla N'Doye |

#### Groupe B
| Rang | Équipe       | Pts | J | G | N | P | Bp | Bc | Diff |
| ---- | ------------ | --- | - | - | - | - | -- | -- | ---- |
| 1    | Mali         | 7   | 3 | 2 | 1 | 0 | 7  | 3  | +4   |
| 2    | Sénégal      | 5   | 3 | 1 | 2 | 0 | 4  | 1  | +3   |
| 3    | Kenya        | 3   | 3 | 1 | 0 | 2 | 4  | 6  | -2   |
| 4    | Burkina Faso | 1   | 3 | 0 | 1 | 2 | 1  | 6  | -5   |

     Équipe qualifiée ou victorieuse; Pts = points; J = joués; G = gagnés; N = nuls; P = perdus;

Bp = buts pour; Bc = buts contre; Diff = différence de buts
| Premier tour J1             | Sénégal | 0 – 0   | Burkina Faso | Stade olympique d'El Menzah, Tunis              |                                                 |
| Lundi 26 janvier 2004 19h00 |         | (0 – 0) |              | Spectateurs : 2 000 Arbitrage : Mohamed Guezzaz | Spectateurs : 2 000 Arbitrage : Mohamed Guezzaz |

| Premier tour J1             | Kenya      | 1 – 3   | Mali                          | Stade du 15-Octobre, Bizerte                       |                                                    |
| Lundi 26 janvier 2004 14h00 | Mulama 58e | (0 – 1) | 28e Sissoko · 63e 81e Kanouté | Spectateurs : 6 000 Arbitrage : Tessama Hailemalek | Spectateurs : 6 000 Arbitrage : Tessama Hailemalek |

| Premier tour J2                | Burkina Faso  | 1 – 3   | Mali                                     | Stade olympique d'El Menzah, Tunis                   |                                                      |
| Vendredi 30 janvier 2004 19h00 | Minoungou 50e | (0 – 2) | 34e Kanouté · 38e Diarra · 78e Coulibaly | Spectateurs : 1 500 Arbitrage : Abdul Hakim Shelmani | Spectateurs : 1 500 Arbitrage : Abdul Hakim Shelmani |

| Premier tour J2                | Sénégal                       | 3 – 0   | Kenya | Stade du 15-Octobre, Bizerte                        |                                                     |
| Vendredi 30 janvier 2004 14h00 | 4e 31e Niang · 19e Bouba Diop | (3 – 0) |       | Spectateurs : 13 500 Arbitrage : Essam Abd El Fatah | Spectateurs : 13 500 Arbitrage : Essam Abd El Fatah |

| Premier tour J3            | Sénégal    | 1 – 1   | Mali       | Stade olympique d'El Menzah, Tunis           |                                              |
| Lundi 2 février 2004 14h00 | Beye 45+2e | (1 – 1) | 34e Traoré | Spectateurs : 7 550 Arbitrage : Divine Evehe | Spectateurs : 7 550 Arbitrage : Divine Evehe |

| Premier tour J3            | Burkina Faso  | 0 – 3   | Kenya                                  | Stade du 15-Octobre, Bizerte               |                                            |
| Lundi 2 février 2004 14h00 |               | (0 – 0) | 54e Ake · 68e Oliech · 84e Baraza (en) | Spectateurs : 4 550 Arbitrage : Modou Sowe | Spectateurs : 4 550 Arbitrage : Modou Sowe |
| Lundi 2 février 2004 14h00 | Ouédraogo 76e |         |                                        | Spectateurs : 4 550 Arbitrage : Modou Sowe | Spectateurs : 4 550 Arbitrage : Modou Sowe |

#### Groupe C
| Rang | Équipe   | Pts | J | G | N | P | Bp | Bc | Diff |
| ---- | -------- | --- | - | - | - | - | -- | -- | ---- |
| 1    | Cameroun | 5   | 3 | 1 | 2 | 0 | 6  | 4  | +2   |
| 2    | Algérie  | 4   | 3 | 1 | 1 | 1 | 4  | 4  | 0    |
| 3    | Égypte   | 4   | 3 | 1 | 1 | 1 | 3  | 3  | 0    |
| 4    | Zimbabwe | 3   | 3 | 1 | 0 | 2 | 6  | 8  | -2   |

     Équipe qualifiée ou victorieuse; Pts = points; J = joués; G = gagnés; N = nuls; P = perdus;

Bp = buts pour; Bc = buts contre; Diff = différence de buts
| Premier tour J1                | Zimbabwe   | 1 – 2   | Égypte                             | Stade Taïeb-Mehiri, Sfax                      |                                               |
| Dimanche 25 janvier 2004 16h30 | Ndlovu 46e | (0 – 0) | 58e Abdel Hamid (en) · 63e Barakat | Spectateurs : 22 000 Arbitrage : Lassina Paré | Spectateurs : 22 000 Arbitrage : Lassina Paré |

| Premier tour J1                | Cameroun  | 1 – 1   | Algérie    | Stade olympique, Sousse                       |                                               |
| Dimanche 25 janvier 2004 19h00 | Mboma 43e | (1 – 0) | 52e Zafour | Spectateurs : 20 000 Arbitrage : Coffi Codjia | Spectateurs : 20 000 Arbitrage : Coffi Codjia |

| Premier tour J2             | Cameroun                           | 5 – 3   | Zimbabwe                            | Stade Taïeb-Mehiri, Sfax                         |                                                  |
| Jeudi 29 janvier 2004 16h30 | Mboma 31e 44e 65e · M'Bami 39e 67e | (3 – 1) | 8e 47e (pen.) Ndlovu · 89e Nyandoro | Spectateurs : 15 000 Arbitrage : Abubakar Sharaf | Spectateurs : 15 000 Arbitrage : Abubakar Sharaf |

| Premier tour J2             | Algérie                  | 2 – 1   | Égypte    | Stade olympique, Sousse                      |                                              |
| Jeudi 29 janvier 2004 19h00 | Mamouni 13e · Achiou 86e | (1 – 1) | 26e Belal | Spectateurs : 15 000 Arbitrage : Alain Hamer | Spectateurs : 15 000 Arbitrage : Alain Hamer |
| Jeudi 29 janvier 2004 19h00 | Mamouni 23e, 59e         |         |           | Spectateurs : 15 000 Arbitrage : Alain Hamer | Spectateurs : 15 000 Arbitrage : Alain Hamer |

| Premier tour J3            | Cameroun | 0 – 0   | Égypte | Stade Mustapha-Ben-Jannet, Monastir          |                                              |
| Mardi 3 février 2004 14h00 |          | (0 – 0) |        | Spectateurs : 20 000 Arbitrage : Ali Bujsaim | Spectateurs : 20 000 Arbitrage : Ali Bujsaim |

| Premier tour J3            | Algérie    | 1 – 2   | Zimbabwe                    | Stade olympique, Sousse                       |                                               |
| Mardi 3 février 2004 14h00 | Achiou 73e | (0 – 0) | 65e A. Ndlovu · 71e Lupahla | Spectateurs : 10 000 Arbitrage : Eddy Maillet | Spectateurs : 10 000 Arbitrage : Eddy Maillet |

#### Groupe D
| Rang | Équipe         | Pts | J | G | N | P | Bp | Bc | Diff |
| ---- | -------------- | --- | - | - | - | - | -- | -- | ---- |
| 1    | Maroc          | 7   | 3 | 2 | 1 | 0 | 6  | 1  | +5   |
| 2    | Nigeria        | 6   | 3 | 2 | 0 | 1 | 6  | 2  | +4   |
| 3    | Afrique du Sud | 4   | 3 | 1 | 1 | 1 | 3  | 5  | -2   |
| 4    | Bénin          | 0   | 3 | 0 | 0 | 3 | 1  | 8  | -7   |

     Équipe qualifiée ou victorieuse; Pts = points; J = joués; G = gagnés; N = nuls; P = perdus;

Bp = buts pour; Bc = buts contre; Diff = différence de buts
| Premier tour J1             | Nigeria | 0 – 1   | Maroc     | Stade Mustapha-Ben-Jannet, Monastir           |                                               |
| Mardi 27 janvier 2004 14h00 |         | (0 – 0) | 77e Hadji | Spectateurs : 15 000 Arbitrage : Falla N'Doye | Spectateurs : 15 000 Arbitrage : Falla N'Doye |

| Premier tour J1             | Afrique du Sud   | 2 – 0   | Bénin | Stade Taïeb-Mehiri, Sfax                         |                                                  |
| Mardi 27 janvier 2004 18h00 | Nomvethe 58e 76e | (0 – 0) |       | Spectateurs : 12 000 Arbitrage : Koman Coulibaly | Spectateurs : 12 000 Arbitrage : Koman Coulibaly |

| Premier tour J2              | Nigeria                                          | 4 – 0   | Afrique du Sud | Stade Mustapha-Ben-Jannet, Monastir          |                                              |
| Samedi 31 janvier 2004 14h00 | Yobo 4e · Okocha 64e (pen.) · Odemwingie 81e 83e | (1 – 0) |                | Spectateurs : 20 000 Arbitrage : Ali Bujsaim | Spectateurs : 20 000 Arbitrage : Ali Bujsaim |

| Premier tour J2              | Maroc                                                             | 4 – 0   | Bénin | Stade Taïeb-Mehiri, Sfax                      |                                               |
| Samedi 31 janvier 2004 18h00 | Chamakh 17e · Adjamossi 73e (csc) · Ouaddou 75e · El Karkouri 80e | (1 – 0) |       | Spectateurs : 20 000 Arbitrage : Eddy Maillet | Spectateurs : 20 000 Arbitrage : Eddy Maillet |

| Premier tour J3               | Maroc            | 1 – 1   | Afrique du Sud | Stade Mustapha-Ben-Jannet, Monastir           |                                               |
| Mercredi 4 février 2004 18h00 | Safri 38e (pen.) | (1 – 1) | 29e Mayo       | Spectateurs : 6 000 Arbitrage : Hichem Guirat | Spectateurs : 6 000 Arbitrage : Hichem Guirat |

| Premier tour J3               | Nigeria               | 2 – 1   | Bénin         | Stade Taïeb-Mehiri, Sfax                            |                                                     |
| Mercredi 4 février 2004 18h00 | Lawal 35e · Utaka 76e | (1 – 0) | 90e Latoundji | Spectateurs : 15 000 Arbitrage : Essam Abd El Fatah | Spectateurs : 15 000 Arbitrage : Essam Abd El Fatah |

### Tableau final
|  | Quarts de finale          | Quarts de finale       | Quarts de finale         | Quarts de finale       |          |          | Demi-finales            | Demi-finales            | Demi-finales                  | Demi-finales                  |                               |                               | Finale                  | Finale                  | Finale                  | Finale                  |
|  |                           |                        |                          |                        |          |          |                         |                         |                               |                               |                               |                               |                         |                         |                         |                         |
|  | 7 février 17h00, Radès    | 7 février 17h00, Radès | 7 février 17h00, Radès   | 7 février 17h00, Radès |          |          | 11 février 16h00, Radès | 11 février 16h00, Radès | 11 février 16h00, Radès       | 11 février 16h00, Radès       |                               |                               | 14 février 14h30, Radès | 14 février 14h30, Radès | 14 février 14h30, Radès | 14 février 14h30, Radès |
|  | 7 février 17h00, Radès    | 7 février 17h00, Radès | 7 février 17h00, Radès   | 7 février 17h00, Radès |          |          | 11 février 16h00, Radès | 11 février 16h00, Radès | 11 février 16h00, Radès       | 11 février 16h00, Radès       |                               |                               | 14 février 14h30, Radès | 14 février 14h30, Radès | 14 février 14h30, Radès | 14 février 14h30, Radès |
|  | 1er gr. A                 | Tunisie                | 1                        | 1                      |          |          | 11 février 16h00, Radès | 11 février 16h00, Radès | 11 février 16h00, Radès       | 11 février 16h00, Radès       |                               |                               | 14 février 14h30, Radès | 14 février 14h30, Radès | 14 février 14h30, Radès | 14 février 14h30, Radès |
|  | 1er gr. A                 | Tunisie                | 1                        | 1                      |          |          | 11 février 16h00, Radès | 11 février 16h00, Radès | 11 février 16h00, Radès       | 11 février 16h00, Radès       |                               |                               | 14 février 14h30, Radès | 14 février 14h30, Radès | 14 février 14h30, Radès | 14 février 14h30, Radès |
|  | 2e gr. B                  | Sénégal                | 0                        | 0                      |          |          | 11 février 16h00, Radès | 11 février 16h00, Radès | 11 février 16h00, Radès       | 11 février 16h00, Radès       |                               |                               | 14 février 14h30, Radès | 14 février 14h30, Radès | 14 février 14h30, Radès | 14 février 14h30, Radès |
|  | 2e gr. B                  | Sénégal                | 0                        | 0                      | Tunisie  | Tunisie  | 1ap (5)                 | 1ap (5)                 |                               |                               |                               |                               | 14 février 14h30, Radès | 14 février 14h30, Radès | 14 février 14h30, Radès | 14 février 14h30, Radès |
|  | 8 février 14h00, Monastir |                        |                          |                        | Tunisie  | Tunisie  | 1ap (5)                 | 1ap (5)                 |                               |                               |                               |                               | 14 février 14h30, Radès | 14 février 14h30, Radès | 14 février 14h30, Radès | 14 février 14h30, Radès |
|  |                           |                        | Nigeria                  | Nigeria                | 1 tab(3) | 1 tab(3) |                         |                         |                               |                               |                               |                               | 14 février 14h30, Radès | 14 février 14h30, Radès | 14 février 14h30, Radès | 14 février 14h30, Radès |
|  | 1er gr. C                 | Cameroun               | Nigeria                  | Nigeria                | 1 tab(3) | 1 tab(3) | 1                       | 1                       |                               |                               |                               |                               | 14 février 14h30, Radès | 14 février 14h30, Radès | 14 février 14h30, Radès | 14 février 14h30, Radès |
|  | 1er gr. C                 | Cameroun               | 11 février 19h00, Sousse |                        |          |          | 1                       | 1                       |                               |                               |                               |                               | 14 février 14h30, Radès | 14 février 14h30, Radès | 14 février 14h30, Radès | 14 février 14h30, Radès |
|  | 2e gr. D                  | Nigeria                | 2                        | 2                      |          |          |                         |                         |                               |                               |                               |                               | 14 février 14h30, Radès | 14 février 14h30, Radès | 14 février 14h30, Radès | 14 février 14h30, Radès |
|  | 2e gr. D                  | Nigeria                | 2                        | 2                      | Tunisie  | Tunisie  | 2                       | 2                       |                               |                               |                               |                               |                         |                         |                         |                         |
|  | 7 février 14h00, Tunis    |                        |                          |                        | Tunisie  | Tunisie  | 2                       | 2                       |                               |                               |                               |                               |                         |                         |                         |                         |
|  |                           |                        | Maroc                    | Maroc                  | 1        | 1        |                         |                         |                               |                               |                               |                               |                         |                         |                         |                         |
|  | 1er gr. B                 | Mali                   | Maroc                    | Maroc                  | 1        | 1        | 2                       | 2                       |                               |                               |                               |                               |                         |                         |                         |                         |
|  | 1er gr. B                 | Mali                   |                          |                        |          |          |                         |                         |                               |                               |                               |                               |                         |                         |                         |                         |
|  | 2e gr. A                  | Guinée                 | 1                        | 1                      |          |          |                         |                         |                               |                               |                               |                               |                         |                         |                         |                         |
|  | 2e gr. A                  | Guinée                 | 1                        | 1                      | Maroc    | Maroc    | 4                       | 4                       | Match pour la troisième place | Match pour la troisième place | Match pour la troisième place | Match pour la troisième place |                         |                         |                         |                         |
|  | 8 février 17h00, Sfax     |                        |                          |                        | Maroc    | Maroc    | 4                       | 4                       | Match pour la troisième place | Match pour la troisième place | Match pour la troisième place | Match pour la troisième place |                         |                         |                         |                         |
|  |                           |                        | Mali                     | Mali                   | 0        | 0        |                         |                         | 13 février 20h00, Monastir    | 13 février 20h00, Monastir    | 13 février 20h00, Monastir    | 13 février 20h00, Monastir    |                         |                         |                         |                         |
|  | 1er gr. D                 | Maroc                  | Mali                     | Mali                   | 0        | 0        | 3 ap                    | 3 ap                    | 13 février 20h00, Monastir    | 13 février 20h00, Monastir    | 13 février 20h00, Monastir    | 13 février 20h00, Monastir    |                         |                         |                         |                         |
|  | 1er gr. D                 | Maroc                  |                          |                        |          |          |                         | 3 ap                    |                               |                               | Nigeria                       | Nigeria                       | 2                       | 2                       |                         |                         |
|  | 2e gr. C                  | Algérie                | 1                        | 1                      |          |          |                         |                         |                               |                               | Nigeria                       | Nigeria                       | 2                       | 2                       |                         |                         |
|  | 2e gr. C                  | Algérie                | 1                        | 1                      | Mali     | Mali     | 1                       | 1                       |                               |                               |                               |                               |                         |                         |                         |                         |
|  |                           |                        |                          |                        |          |          |                         |                         |                               |                               |                               |                               |                         |                         |                         |                         |

#### Quarts de finale
| 7 février 2004 | Tunisie Vainqueur du groupe A | 1 – 0   | Sénégal Second du groupe B | Stade du 7-Novembre, Radès                   |                                              |
| 14h00          | Mnari 65e                     | (0 – 0) |                            | Spectateurs : 65 000 Arbitrage : Ali Bujsaim | Spectateurs : 65 000 Arbitrage : Ali Bujsaim |

| 7 février 2004 | Mali Vainqueur du groupe B   | 2 – 1   | Guinée Second du groupe A | Stade olympique d'El Menzah, Tunis                 |                                                    |
| 17h00          | Kanouté 45+2e · Diarra 90+1e | (1 – 1) | 15e Feindouno             | Spectateurs : 1 450 Arbitrage : Essam Abd El Fatah | Spectateurs : 1 450 Arbitrage : Essam Abd El Fatah |

| 8 février 2004 | Cameroun Vainqueur du groupe C | 1 – 2   | Nigeria Second du groupe D | Stade Mustapha-Ben-Jannet, Monastir              |                                                  |
| 14h00          | Eto'o 42e                      | (1 – 1) | 45+3e Okocha · 73e Utaka   | Spectateurs : 14 750 Arbitrage : Mohamed Guezzaz | Spectateurs : 14 750 Arbitrage : Mohamed Guezzaz |

| 8 février 2004 | Maroc Vainqueur du groupe D             | 3 – 1 a. p. | Algérie Second du groupe C | Stade Taïeb-Mehiri, Sfax                              |                                                       |
| 17h00          | Chamakh 90+4e · Hadji 113e · Zaïri 120e | (0 – 0)     | 84e Cherrad                | Spectateurs : 22 000 Arbitrage : Abdul Hakim Shelmani | Spectateurs : 22 000 Arbitrage : Abdul Hakim Shelmani |

#### Demi-finales
| 11 février 2004 | Tunisie Vainqueur du premier quart            | 1 – 1 a. p.       | Nigeria Vainqueur du troisième quart | Stade du 7-Novembre, Radès                    |                                               |
| 16h00           | Badra 82e (pen.)                              | (0 – 0)           | 67e (pen.) Okocha                    | Spectateurs : 65 000 Arbitrage : Coffi Codjia | Spectateurs : 65 000 Arbitrage : Coffi Codjia |
| 16h00           | Badra · Santos · Mhadhbi · Benachour · Haggui | Tirs au but 5 – 3 | Utaka · Odemwingie · Yobo · Udeze    | Spectateurs : 65 000 Arbitrage : Coffi Codjia | Spectateurs : 65 000 Arbitrage : Coffi Codjia |

| 11 février 2004 19h00 | Maroc Vainqueur du quatrième quart        | 4 – 0   | Mali Vainqueur du deuxième quart | Stade olympique, Sousse                          |                                                  |
|                       | Mokhtari 14e 58e · Hadji 80e · Baha 90+1e | (1 – 0) |                                  | Spectateurs : 15 000 Arbitrage : Abubakar Sharaf | Spectateurs : 15 000 Arbitrage : Abubakar Sharaf |

#### Match pour la troisième place
| Titulaires : |  |
| |  |
| 1 Vincent Enyeama · 15 George Abbey 46e · 2 Joseph Yobo · 6 Joseph Enakarhire · 16 Ifeanyi Udeze · 10 Jay-Jay Okocha · 19 Prince Ikpe Ekong · 21 Ifeanyi Ekwueme 90+4e · 13 Pius Ikedia 78e · 7 John Utaka · 20 Peter Odemwingie · |  |
| Remplaçants : |  |
| 18 Romanus Orjinta (en) 46e · 4 Nwankwo Kanu 78e · 11 Garba Lawal 90+4e · |  |
| Entraîneur : |  |
| Christian Chukwu |  |

| Titulaires : |  |
| |  |
| 1 Mahamadou Sidibé · 2 Souleymane Diamoutene 90e · 17 Sammy Traoré · 4 Adama Coulibaly · 3 Fousseni Diawara · 6 Mahamadou Diarra · 11 Djibril Sidibé · 20 Dramane Traoré · 18 Mohamed Sissoko 90+2e · 19 Frédéric Kanouté 65e · 9 Sédonoudé Abouta · |  |
| Remplaçants : |  |
| 7 Mamady Sidibé 65e · 13 Ibrahima Koné 90e · 14 David Coulibaly 90+2e · |  |
| Entraîneur : |  |
| Henri Stambouli |  |

| Titulaires : |  |
| |  |
| 1 Vincent Enyeama · 15 George Abbey 46e · 2 Joseph Yobo · 6 Joseph Enakarhire · 16 Ifeanyi Udeze · 10 Jay-Jay Okocha · 19 Prince Ikpe Ekong · 21 Ifeanyi Ekwueme 90+4e · 13 Pius Ikedia 78e · 7 John Utaka · 20 Peter Odemwingie · |  |
| Remplaçants : |  |
| 18 Romanus Orjinta (en) 46e · 4 Nwankwo Kanu 78e · 11 Garba Lawal 90+4e · |  |
| Entraîneur : |  |
| Christian Chukwu |  |

| Titulaires : |  |
| |  |
| 1 Mahamadou Sidibé · 2 Souleymane Diamoutene 90e · 17 Sammy Traoré · 4 Adama Coulibaly · 3 Fousseni Diawara · 6 Mahamadou Diarra · 11 Djibril Sidibé · 20 Dramane Traoré · 18 Mohamed Sissoko 90+2e · 19 Frédéric Kanouté 65e · 9 Sédonoudé Abouta · |  |
| Remplaçants : |  |
| 7 Mamady Sidibé 65e · 13 Ibrahima Koné 90e · 14 David Coulibaly 90+2e · |  |
| Entraîneur : |  |
| Henri Stambouli |  |

#### Finale
Lors de la finale le 14 février 2004 au stade du 7-Novembre à Radès, devant 70 000 supporteurs, la Tunisie prend un bon départ avec une avance (1-0) après quatre minutes avec Mehdi Nafti centré sur Francileudo Santos, qui marque son quatrième but du tournoi. À la fin de la première mi-temps, le Maroc revient au score avec un but de Youssouf Hadji sur un ascenseur de Youssef Mokhtari. Sept minutes se passent dans la seconde mi-temps avant qu'un autre attaquant tunisien, Ziad Jaziri, donne l'avantage à son pays.
Le match se termine finalement sur le score de 2-1, donnant à la Tunisie sa première coupe d'Afrique des nations. Khaled Badra et Riadh Bouazizi ont soulevé la coupe après l'avoir reçue des mains du président Zine el-Abidine Ben Ali. Les Aigles de Carthage sont la 13e sélection de l'histoire à être sacrée championne d'Afrique. Lemerre devient aussi le premier entraîneur à remporter deux tournois continentaux différents. L'équipe nationale remporte également le prix de l'équipe nationale africaine de l'année remis par la Confédération africaine de football. La victoire donne naissance au surnom de l'équipe, les « Aigles de Carthage » et, en conséquence, le badge de l'équipe est changé pour incorporer un aigle.
| · |  |
| Titulaires : |  |
| |  |
| 1 Ali Boumnijel · 6 Hatem Trabelsi · 15 Radhi Jaïdi · 3 Karim Haggui · 20 José Clayton · 14 Adel Chedli · 18 Selim Benachour 57e · 13 Riadh Bouazizi · 8 Mehdi Nafti 46e · 5 Ziad Jaziri 71e · 11 Francileudo Santos · |  |
| Remplaçants : |  |
| 12 Jawhar Mnari 46e · 10 Kaïs Ghodhbane 57e · 7 Imed Mhadhbi 71e · |  |
| Entraîneur : |  |
| Roger Lemerre |  |

| · |  |
| Titulaires : |  |
| |  |
| 1 Khalid Fouhami · 5 Talal El Karkouri · 4 Abdeslam Ouaddou · 3 Akram Roumani 74e · 2 Walid Regragui · 20 Youssouf Hadji 87e · 15 Youssef Safri 63e · 8 Abdelkrim Kissi · 6 Noureddine Naybet · 17 Marouane Chamakh · 16 Youssef Mokhtari · |  |
| Remplaçants : |  |
| 11 Mohamed El Yaâgoubi 63e · 7 Jaouad Zaïri 74e · 9 Nabil Baha 87e · |  |
| Entraîneur : |  |
| Badou Zaki |  |

| · |  |
| Titulaires : |  |
| |  |
| 1 Ali Boumnijel · 6 Hatem Trabelsi · 15 Radhi Jaïdi · 3 Karim Haggui · 20 José Clayton · 14 Adel Chedli · 18 Selim Benachour 57e · 13 Riadh Bouazizi · 8 Mehdi Nafti 46e · 5 Ziad Jaziri 71e · 11 Francileudo Santos · |  |
| Remplaçants : |  |
| 12 Jawhar Mnari 46e · 10 Kaïs Ghodhbane 57e · 7 Imed Mhadhbi 71e · |  |
| Entraîneur : |  |
| Roger Lemerre |  |

| · |  |
| Titulaires : |  |
| |  |
| 1 Khalid Fouhami · 5 Talal El Karkouri · 4 Abdeslam Ouaddou · 3 Akram Roumani 74e · 2 Walid Regragui · 20 Youssouf Hadji 87e · 15 Youssef Safri 63e · 8 Abdelkrim Kissi · 6 Noureddine Naybet · 17 Marouane Chamakh · 16 Youssef Mokhtari · |  |
| Remplaçants : |  |
| 11 Mohamed El Yaâgoubi 63e · 7 Jaouad Zaïri 74e · 9 Nabil Baha 87e · |  |
| Entraîneur : |  |
| Badou Zaki |  |

## Podium final
|                            | Tunisie                     |
|                            | Médaille d'or, Afrique      |
| Maroc                      |                             |
| Médaille d'argent, Afrique | Nigeria                     |
| Médaille d'argent, Afrique | Médaille de bronze, Afrique |

## Statistiques, classements et buteurs

### Statistiques générales
- Buts : 88 (2,75 moyenne par match)
- Épreuves : 32 rencontres
- Cartons jaunes : 116 (moyenne par match 3,63/match)
- Cartons rouges : 2 (moyenne par match 0,06/match)
- Affluence : 553 500 (moyenne par match 17 297)
- Plus grosses affluences : 70 000 (finale)[61]

### Classement de la compétition

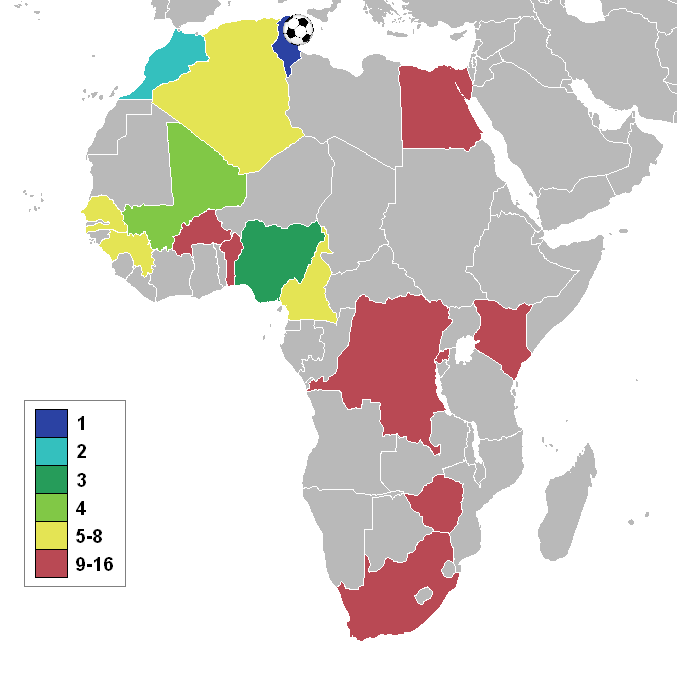
Pays qualifiés plus classement du tournoi.
Vainqueur
Finaliste
Troisième
Quatrième
Quarts de finale
Premier tour

| Place              | Nation         | Stade de la compétition |
| ------------------ | -------------- | ----------------------- |
| Médaille d'or      | Tunisie        | Vainqueur               |
| Médaille d'argent  | Maroc          | Finaliste               |
| Médaille de bronze | Nigeria        | Demi-finale             |
| 4                  | Mali           | Demi-finale             |
| 5                  | Sénégal        | Quarts de finale        |
| 6                  | Cameroun T     | Quarts de finale        |
| 7                  | Guinée         | Quarts de finale        |
| 8                  | Algérie        | Quarts de finale        |
| 9                  | Rwanda         | Premier tour            |
| 10                 | Égypte         | Premier tour            |
| 11                 | Afrique du Sud | Premier tour            |
| 12                 | Kenya          | Premier tour            |
| 13                 | Zimbabwe       | Premier tour            |
| 14                 | Burkina Faso   | Premier tour            |
| 15                 | RD Congo       | Premier tour            |
| 16                 | Bénin          | Premier tour            |

Légende :
T : Tenant du titre

### Résumé par équipe
| Pos.               | Équipe         | Pts | J | G | N | P | BP | BC | +/- | Progression      |
| ------------------ | -------------- | --- | - | - | - | - | -- | -- | --- | ---------------- |
| Médaille d'or      | Tunisie        | 16  | 6 | 5 | 1 | 0 | 10 | 4  | +6  | Vainqueur        |
| Médaille d'argent  | Maroc          | 13  | 6 | 4 | 1 | 1 | 14 | 4  | +10 | Finaliste        |
| Médaille de bronze | Nigeria        | 12  | 6 | 4 | 0 | 2 | 11 | 5  | +6  | Troisième        |
| 4                  | Mali           | 10  | 6 | 3 | 1 | 2 | 10 | 10 | 0   | Quatrième        |
| 5                  | Sénégal        | 5   | 4 | 1 | 2 | 1 | 4  | 2  | +2  | Quarts de finale |
| 6                  | Cameroun       | 5   | 4 | 1 | 2 | 1 | 7  | 6  | +1  | Quarts de finale |
| 7                  | Guinée         | 5   | 4 | 1 | 2 | 1 | 5  | 5  | 0   | Quarts de finale |
| 8                  | Algérie        | 4   | 4 | 1 | 1 | 2 | 5  | 7  | -2  | Quarts de finale |
| 9                  | Rwanda         | 4   | 3 | 1 | 1 | 1 | 3  | 3  | 0   | Premier tour     |
| 10                 | Égypte         | 4   | 3 | 1 | 1 | 1 | 3  | 3  | 0   | Premier tour     |
| 11                 | Afrique du Sud | 4   | 3 | 1 | 1 | 1 | 3  | 5  | -2  | Premier tour     |
| 12                 | Kenya          | 3   | 3 | 1 | 0 | 2 | 6  | 8  | -2  | Premier tour     |
| 13                 | Zimbabwe       | 3   | 3 | 1 | 0 | 2 | 4  | 6  | -2  | Premier tour     |
| 14                 | Burkina Faso   | 1   | 3 | 0 | 1 | 2 | 1  | 6  | -5  | Premier tour     |
| 15                 | RD Congo       | 0   | 3 | 0 | 0 | 3 | 1  | 6  | -5  | Premier tour     |
| 16                 | Bénin          | 0   | 3 | 0 | 0 | 3 | 1  | 8  | -7  | Premier tour     |

### Buteurs
La liste des buteurs est la suivante, :
4 buts     
- Patrick Mboma
- Youssef Mokhtari
- Frédéric Kanouté
- Francileudo Santos
- Jay-Jay Okocha (2 pénalties)

3 buts    
- Peter Ndlovu (1 penalty)
- Titi Camara
- Peter Odemwingie
- Youssouf Hadji

2 buts   
- Siyabonga Nomvethe
- Hocine Achiou
- Modeste M'Bami
- Pascal Feindouno
- Mahamadou Diarra
- Marouane Chamakh
- John Utaka
- Mamadou Niang
- Ziad Jaziri
- Joel Lupahla

1 but  
- Patrick Mayo
- Abdelmalek Cherrad
- Maamar Mamouni
- Brahim Zafour
- Moussa Latoundji
- Samuel Eto'o
- Alain Masudi
- Tamer Abdel Hamid (en)
- Mohamed Barakat
- Ahmed Belal
- Mohamed Rashid
- John Braza
- Emmanuel Ake
- Dennis Oliech
- Sédonoudé Abouta
- Soumaïla Coulibaly
- Mohamed Sissoko
- Dramane Traoré
- Nabil Baha
- Talal El Karkouri
- Abdeslam Ouaddou
- Youssef Safri (1 penalty)
- Jaouad Zaïri
- Garba Lawal
- Joseph Yobo
- João Elias
- Karim Kamanzi
- Saïd Makasi
- Habib Beye
- Papa Bouba Diop
- Khaled Badra (1 penalty)
- Selim Benachour
- Najeh Braham
- Jawhar Mnari
- Esrom Nyandoro

But contre son camp
- Anicet Adjamossi (pour le Maroc)

## Discipline
Le tableau ci-dessous liste les joueurs suspendus pendant la compétition :
| Joueurs         | Cartons                                                 | Suspensions                                             |
| --------------- | ------------------------------------------------------- | ------------------------------------------------------- |
| Abdul Sibomana  | Groupe A, 1re journée, contre Tunisie (24 janvier 2004) | Groupe A, 2e journée, contre Guinée (28 janvier 2004)   |
| Selim Benachour | Groupe A, 1re journée, contre Rwanda (24 janvier 2004)  | Groupe A, 2e journée, contre RD Congo (28 janvier 2004) |
| Lomana LuaLua   | Groupe A, 2e journée, contre Tunisie (28 janvier 2004)  | Groupe A, 3e journée, contre Rwanda (1er février 2004)  |
| Maamar Mamouni  | Groupe C, 2e journée, contre Égypte (29 janvier 2004)   | Groupe A, 3e journée, contre Zimbabwe (3 février 2004)  |
| Rahim Ouédraogo | Groupe B, 3e journée, contre Kenya (2 février 2004)     | −                                                       |

Sur l'ensemble du tournoi, les arbitres ont distribué 116 cartons  et 2 cartons .

## Récompenses
| Prix            | Lauréat            |
| --------------- | ------------------ |
| Meilleur buteur | Francileudo Santos |
| Meilleur joueur | Jay-Jay Okocha     |

Les meilleurs joueurs de la Coupe d'Afrique à leur poste respectif font partie de l'équipe-type du tournoi établie par la CAF :
| Gardien         | Défenseurs                                                   | Milieux                                              | Attaquants                          |
| --------------- | ------------------------------------------------------------ | ---------------------------------------------------- | ----------------------------------- |
| Vincent Enyeama | Walid Regragui Khaled Badra Abdeslam Ouaddou Timothée Atouba | Karim Ziani Riadh Bouazizi Jay-Jay Okocha John Utaka | Frédéric Kanouté Francileudo Santos |

## Affluences
| Place              | Match              | Affluence | Stade                     | Ville    | Stade de la compétition    |
| ------------------ | ------------------ | --------- | ------------------------- | -------- | -------------------------- |
| Médaille d'or      | Tunisie - Maroc    | 70 000    | Stade du 7-Novembre       | Radès    | Finale                     |
| Médaille d'argent  | Tunisie - Nigeria  | 65 000    | Stade du 7-Novembre       | Radès    | Demi-finale                |
| Médaille de bronze | Tunisie - Sénégal  | 65 000    | Stade du 7-Novembre       | Radès    | Quart de finale            |
| 4                  | Tunisie - Rwanda   | 60 000    | Stade du 7-Novembre       | Radès    | Premier tour (1re journée) |
| 5                  | Tunisie - RD Congo | 60 000    | Stade du 7-Novembre       | Radès    | Premier tour (2e journée)  |
| 6                  | Tunisie - Guinée   | 35 000    | Stade du 7-Novembre       | Radès    | Premier tour (3e journée)  |
| 7                  | Maroc - Algérie    | 22 000    | Stade Taïeb-Mehiri        | Sfax     | Quart de finale            |
| 8                  | Zimbabwe - Égypte  | 22 000    | Stade Taïeb-Mehiri        | Sfax     | Premier tour (1re journée) |
| 9                  | Cameroun - Égypte  | 20 000    | Stade Mustapha-Ben-Jannet | Monastir | Premier tour (3e journée)  |
| 10                 | Maroc - Bénin      | 20 000    | Stade Taïeb-Mehiri        | Sfax     | Premier tour (2e journée)  |

## Symboles

### Mascotte

Nçayir, mascotte de la CAN 2004.

Pour choisir la mascotte du tournoi, le comité d'organisation lance un concours ouvert à l'ensemble de la population tunisienne. Seules règles imposées, cette mascotte doit être un aigle et doit représenter le football, l'Afrique et la Tunisie.

Sur la cinquantaine de propositions déposées au comité, c'est l'œuvre de Malek Khalfallah qui est retenue. Il s'agit d'un aiglon, que l'auteur a baptisé Nçayir. Les couleurs de son équipement, rouge et blanc, font référence aux couleurs du drapeau tunisien.

« J'ai envoyé ma proposition par voie postale sans même donner mon numéro de tel. Je voulais juste participer. Et un jour quelqu'un qui frappe à la porte me disant qu'il faut en urgence appeler un numéro. À ma grande surprise j'ai appris que c'est ma première proposition de mascotte qui a remporté le concours ! J'ai dû ensuite modifier quelques détails demandés par le comité d'organisation. »

— Malek Khalfallah (concepteur de la mascotte)

### Ballon officiel
Le ballon officiel de la coupe d'Afrique des nations 2004 est l'Adidas Fevernova. Conçu deux ans plus tôt par Adidas pour la coupe du monde 2002 organisée en Corée du Sud et au Japon et pour la coupe du monde féminine 2003 organisée aux États-Unis, le ballon est réutilisé lors de la CAN 2004.

## Aspect socio-économique

### Sponsors
Le 20 septembre 2003 à Tunis, Nokia acquiert auprès de la CAF le droit d'être le « sponsor-titre » de la 24e édition, qui s'appelle donc officiellement Nokia Coupe d'Afrique des nations Tunisie 2004.
| - Toyota - Pepsi - Henkel | - Western Union - Bel |

| - Tunisie Télécom - Tunisair | - AGIL - Groupe Délice |